# تالائوس
تالائوس(به یونانی: Ταλαός) در اساطیر یونانی، پادشاه آرگوس و یکی از آرگونوت‌ها بود.
او فرزند بیاس و پرو بود .
همسر او لیسماخهبود.
او پدر آدراستوس، پروناکس، مایتیدیس، ایریفیل، میسیستیوس و آستینومه بود.